# ムハンマド・サアド・カタートニー
ムハンマド・サアド・タウフィーク（ゥ）・ムスタファー・エル＝カタートニー（アラビア語: محمد سعد توفيق مصطفى الكتاتني、Mohamed Saad El-Katatny、1952年4月3日 -、）は、エジプトの学者、政治家。自由公正党党首（2014年に非合法化）、前人民議会（下院）議長。2011年の革命後に設立された自由公正党の創設メンバーのリーダーであり、同党設立から2012年1月22日まで幹事長をつとめていた。ソハーグ県ギルガー出身。

## 経歴

### 学者
1974年アシュート大学科学部を卒業、以後1979年まで同大実地助手。1979年から1984年エル・ミニヤ大学助手（植物学）、1984年同大で科学博士号を取得し、1984年から1990年まで同大学講師（微生物学）、1991年から2004年まで同大学助教授（微生物学）、2004年に同大学教授（微生物学）。

### 政治家
1981年にムスリム同胞団に入団。2005年人民議会選挙にエル＝ミニヤ県バンダル地区選挙区で立候補し当選、以後、2010年まで人民議会（下院）ムスリム同胞団議員団長をつとめた。2011年6月自由公正党設立にともない幹事長に就任。2011年から2012年1月にかけて行われた人民議会選挙で当選し、2012年1月23日人民議会議長に選出される。議長選出にともない、幹事長辞任。2012年6月14日に最高憲法裁判所が、人民議会選挙の選挙法を違憲と判断し、議会が解散となったため、議長職から離れる。2012年10月19日、ムハンマド・ムルシーの大統領就任後空位となっていた自由公正党の党首選挙で党首に選出された。